# Diósjenő
Diósjenő è un comune dell'Ungheria di 2.864 abitanti (dati 2001). È situato nella contea di Nógrád.